# 고전주의

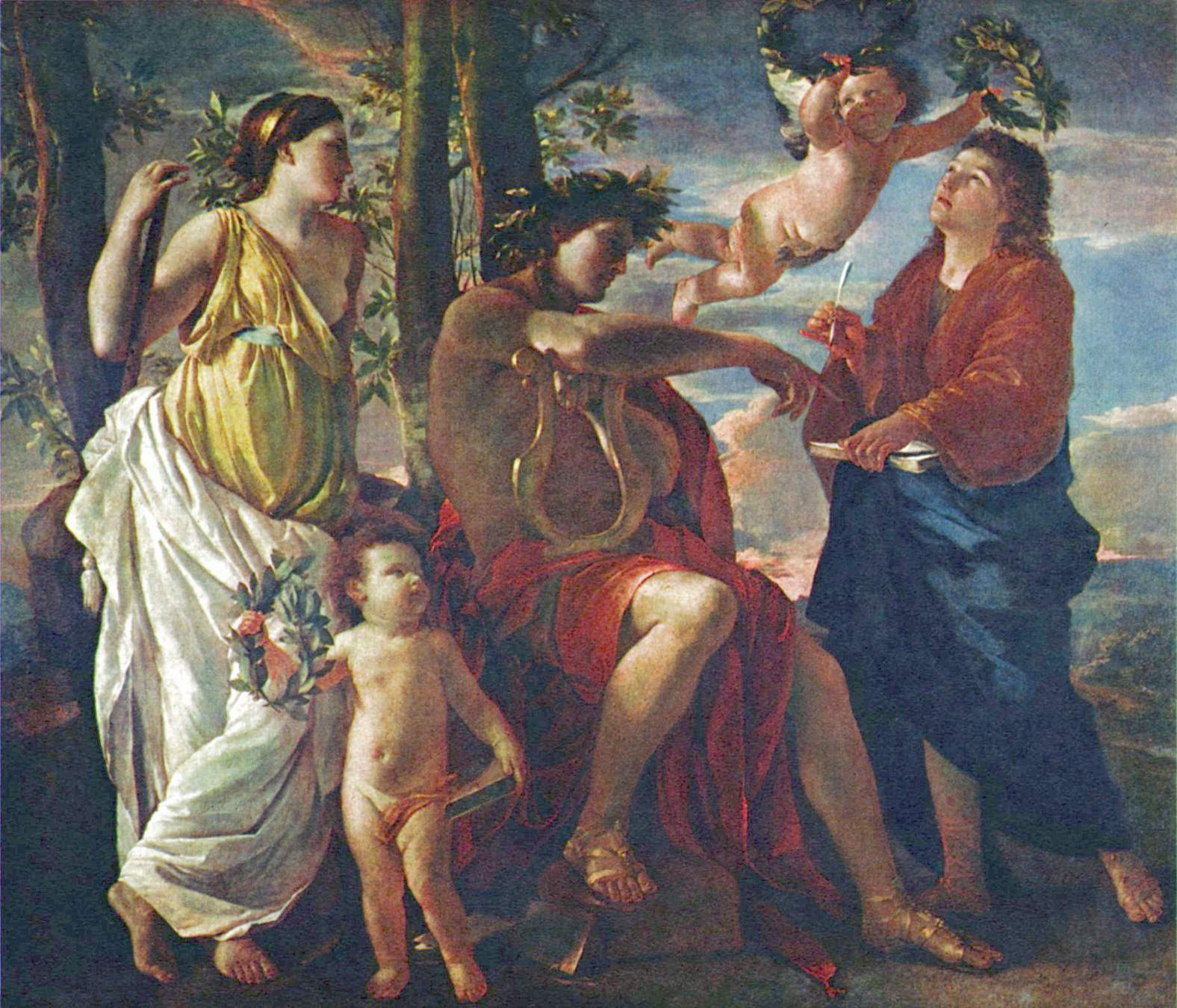

고전주의(classicism)는 단정하고 정형화된 형식미를 특징으로 하고 조화 · 균형 · 완성을 중요시하는 예술 사조 중 하나로서 낭만주의와 가장 대비되는 창작 방식이다.
고전주의는 이탈리아에서 일어난 르네상스를 토대로 그 모습을 드러냈다. 비잔틴 제국이 저물면서 이슬람 문화와 더불어 엄청난 지적 유산이 유럽 내로 들어오게 된다. 이로 인해 일종의 지적 홍수를 겪게 된다. 고전주의를 통해 수학과 기하학이 미술의 영역에 상호 연관을 지니는 것으로 인지하게 됐으며 인문주의와 현실주의, 형태주의 등이 고대와 근대 문화 간을 오가며 발전하게 된다.
르네상스 시대의 고전주의는 16세기와 17세기에 거쳐 다른 감각을 토대로 계속 발전을 겪게 된다. 엄격한 규율이나 규칙, 미술과 음악에 대한 규격화된 양식을 지나치게 가꿨다는 인상을 주기도 한다. 루이 14세의 궁정은 고전주의의 산실로 여겨졌다. 당시에는 고전주의에 입각한 예술 양식이 모든 궁정을 지배했다고 해도 과언이 아니다.
오페라는 근대의 입장에서 볼 때 고대 그리스의 희극이나 연극을 노래와 춤으로 새롭게 조명함과 동시에 그리스의 양식을 좀 더 발전시킨 것에 해당한다고 볼 수도 있다.

## 회화의 고전주의
미술에서의 고전주의는 문학과는 달리 18세기 말부터 19세기 초에 걸쳐 나타났다. 서구에서는 고대 그리스와 그에 이어지는 로마 시대가 문화의 이상으로서 존경을 모으는데, 그 예찬은 상기한 시대에서 엄격한 주의(主義)의 형식을 취하고 있다. 그 고대로의 관심은, 18세기의 중간 무렵부터 폼페이 및 그 밖의 지역에서 많은 고대의 유적들이 발굴되어서 비약적으로 높아졌다. 그러나 미술에서 그 주의를 철저하게 추진시킨 것은 다비드로서, 다비드는 18세기 세상을 풍미했던 염미(艶美)적 회화를 배격하여, 대혁명 전인 1785년에는 이미 <호라티우스 형제의 맹세>를 발표하고 있는데 그것은 국난(國難)에 임하는 고대의 용사를 묘사한, 준엄을 극한 작품이었다. 대혁명이 일어나자 그 시대는 향락에 빠진 왕조를 공격하고, 건국 이상을 고대에서 찾았고 다시 나폴레옹 시대에서는 로마제국을 이상으로 했기 때문에, 미술에서의 고대 숭배도 압도적으로 확장되고 있다. 따라서 소재도 고대에서 취하여 애국·영웅·교훈적인 장면을 그린 작품이 제작되고, 그것들은 국가나 사회가 요망하는 것을 적확(的確)하게 표현하는 것으로서 존중되었다. 그러나 그 주의는 당초부터 전대(前代)의 일락에의 반동에 입각했으니 만큼 타협 없이 엄격하였고, 고대를 존중한 나머지 그 형식적인 모방에 결부되어, 화면의 인물을 고대 조각과 같은 인상(人像)으로 그리고, 다시 동작도 조각적인 동작으로 그리는 수법에까지 이르고 있다. 그 때문에 정신적인 엄숙감은 있지만 색채는 냉정이 지나쳐 생기가 부족하고, 미술의 자연스러운 움직임인 미(美)와 기쁨에서 멀어져서 그 엄격성은 곧 낭만주의를 유발하고 있다. 현대에 알고 있는 그리스 조각의 걸작이 당시에는 출토되지 않았었기 때문에, 당시 전형이 되었던 것은 그리스 말기부터 로마시대에 걸친 작품이 많고, 그 점도 고전주의 작품이 형식으로 흐르는 원인을 만들고 있다.

## 조각의 고전주의
19세기 초두의 회화에 있어서 다비드가 군림한 것과 같이 조각에서는 카노바가 이탈리아의 고전주의를 수립하면서 압도적인 영향을 주었다. 카노바는 이탈리아의 조각가로서 3세 때 아버지를 여의고 석공(石工) 밑에서 일하는 동안에 조각의 재능을 인정받아 22세 때 로마로 나갔는데, 폼페이가 발굴되어 로마는 고전 연구의 중심지가 되어 있었다. 그는 그리스 조각의 단정함과 간결함에 감동하여 18세기의 과다장식적(過多裝飾的) 제작을 부정하고 고대의 단정성을 현대에 재현하려고 노력하였다. 이탈리아의 국정(國情)이 복잡한 중에도 제작은 왕성하여, 작품으로는 〈법황(法皇) 클레멘스 13세의 묘비(墓碑)〉(1792), 고대에서 제재를 취한 〈헤라클레스와 리카스〉(1810) 등등이 있고, 나폴레옹의 여동생을 비너스 모양으로 만든 반나상(半裸像) 〈폴린 보나파르트의 상(像)〉(1807)이 유명해져서 나폴레옹의 초빙을 받아 파리에 간 일도 있다. 카노바 작품은 고대의 형태에 심취하여 고대의 단아하고 화려함을 단지 외형적으로만 모방하였기 때문에 형태상으로는 단정연(端正然)한 완성을 보이고 있으나, 안으로부터 북받쳐 오르는 생명력을 결여하여 무감동한 아름다움으로 그치고 있다. 그러나 나폴레옹 시대는 전적으로 고대 로마를 예찬하던 시대여서 카노바의 고전주의적 조각은 프랑스에 있어서도 크게 주목을 받아 19세기 초두에는 프랑스의 조각에도 강한 영향을 주었다.

## 음악에 있어서의 고전주의
- 하이든 교향곡의 아버지
- 베토벤 - 웅장하고 힘찬 연주로 다이나믹 표현에 많은 포인트를 주는 경향의 음악
- 모차르트 - 밝고 경쾌한 장난스러운 경향의 음악

## 같이 보기
- 신구문학논쟁
- 바이마르 고전주의

## 참고 문헌
- 이 문서에는 다음커뮤니케이션(현 카카오)에서 GFDL 또는 CC-SA 라이선스로 배포한 글로벌 세계대백과사전의 내용을 기초로 작성된 글이 포함되어 있습니다.